# Клітка для диваків 2
«Клітка для диваків 2» (фр. La Cage aux folles) — фільм французького режисера Едуара Молінаро, продовження фільму «Клітка для диваків».

## Сюжет
Пара літніх гомосексуалів переживає чергову суперечку — Альбен продовжує вважати себе молодим і привабливим. У доказ Альбен в жіночій сукні виходить на денну прогулянку. У кафе його манить за собою шпигун, який перед своєю смертю устигає підкинути йому вкрадений мікрофільм.
Вимушена втікати, пара від'їжджає до Італії у рідний дім Ренато, до його матері. Та навіть тут, у провінції, Альбен примудряється спокусити одного з суворих місцевих пастухів.

## В ролях
| Актор(ка)           |   | Роль                 |
| ------------------- | - | -------------------- |
| Уго Тоньяцці        | • | Ренато Абальді       |
| Мішель Серро        | • | Альбен (Заза Наполі) |
| Марсель Боццуффі    | • | Брока́                |
| Мішель Галабрю      | • | Сімон Шарьє          |
| Паола Борбоні       | • | місіс Бальді         |
| Джованні Веттораццо | • | Мі́лан                |
| Глаучо Онорато      | • | Луїджі               |
| Роберто Бізакко     | • | Ральф                |
| Бенні Люк           | • | Джакоб               |

## Знімальна група
- Автори сценарію:
  - Франсіс Вебер
  - Марчело Данонн
  - Жан Пуаре
- Режисер: Едуар Молінаро
- Композитор: Енніо Морріконе
- Оператор-постановник: Армандо Наннуцці
- Продюсер: Марселло Данон